# 오스카 드 라 호야

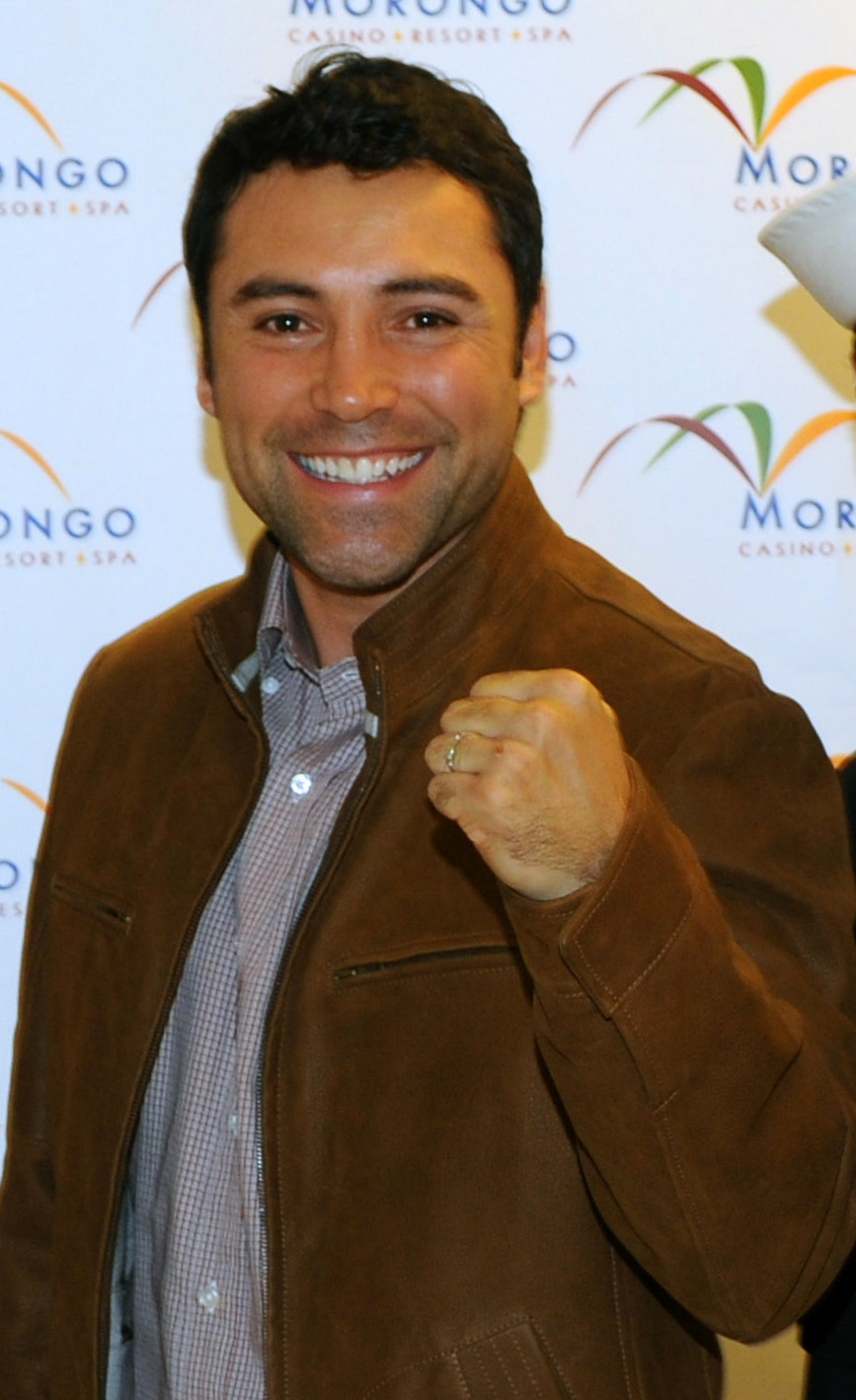
오스카 데 라 호야

오스카 드 라 호야(Oscar De La Hoya, 1974년 2월 4일 ~ )는 멕시코계 미국인 전 복서이다. 캘리포니아주 이스트로스앤젤레스 출신으로, 골든 보이라는 별명을 가지고 있다. 현재는 은퇴하였으며 미국 프로축구 메이저 리그 사커 휴스턴 다이너모와 내셔널 우먼스 사커 리그 휴스턴 대시의 구단주를 맡고 있다.

## 같이 보기
- 올림픽 복싱 메달리스트 목록